# أبو جهاد المصري
محمد حسن خليل الحكايمة الملقب بـ أبي جهاد المصري (1381 هـ/1961م - 1428 هـ/31 أكتوبر 2008) هو المسؤول عن الإعلام والدعاية الخاص بتنظيم القاعدة، ورئيس فرع العمليات الخارجية لتنظيم القاعدة. قُتِلَ في غارة جوية أمريكية في باكستان في 31 أكتوبر 2008.

## حياته
ولد أبو جهاد في أسوان في مصر، ظهر في أغسطس 2006 في إصدار مرئي لمؤسسة السحاب الذي تم فيه إعلان اندماج مجموعة من أعضاء الجماعة الإسلامية في مصر مع تنظيم القاعدة. حيث كان أبو جهاد عضوًا في الجماعة الإسلامية منذ 1979، واعتقل في قضية اغتيال الرئيس المصري أنور السادات سنة 1981، ثم أُعيد اعتقاله عدة مرات في بلدان مختلفة.
لأبي جهاد العديد من الكتب والمقالات مثل: «أسطورة الوهم: كشف القناع عن الاستخبارات الأميركية» صدر في أغسطس 2006. في سبتمبر من نفس العام صدر له «نحو إستراتيجية جديدة في مقاومة المحتل».
زعمت قناة العربية أنه هو نفسه أبو بكر ناجي مؤلف كتاب إدارة التوحش: أخطر مرحلة ستمر بها الأمة. والذي يطرح فكر واستراتيجية جديدة لإعادة الخلافة الإسلامية.
أعلن مسؤولون باكستانيون في 1 نوفمبر 2008 أن أبا جهاد قُتل في اليوم السابق بغارة جوية باستخدام طائرة بدون طيار على سيارة في شمال وزيرستان.

## وصلات خارجية
- Al‐Qa’ida’s Spymaster Analyzes the U.S. Intelligence Community by Brian Fishman, 6 November 2006; a brief military-academic study of al-Hukaymah's book The Myth of Delusion
- The Management of Savagery English Translation